# Les Anoves
Les Anoves és un nucli del municipi d'Oliana, a l'Alt Urgell. Actualment hi viuen 21 persones, és situada al vessant de la serra de Turp, a l'esquerra del barranc de Turp i a la dreta del Segre. S'hi pot trobar l'església de Santa Eulàlia de les Anoves, d'estil romànic. El lloc pertanyé a la senyoria del capítol d'Urgell, el bisbe d'Urgell.